# Červencová revolta

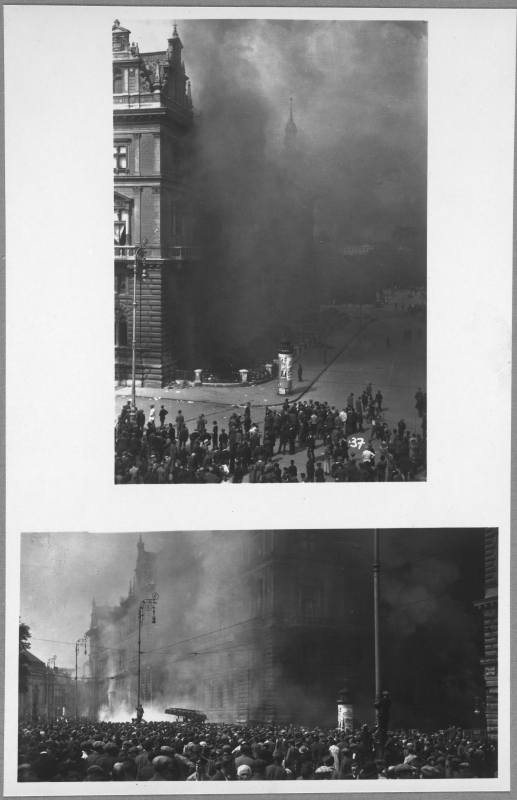
Dobové fotografie hořícího paláce

Červencová revolta nebo taktéž požár vídeňského justičního paláce (německy: die Julirevolte či Brand des Wiener Justizpalastes) byla vlna dělnických nepokojů odehrávajících se 15. července 1927 ve Vídni v prvorepublikovém Rakousku, která vedla k vypálení justičního paláce. Násilnosti začaly po osvobození válečných veteránů u soudu, kde byli souzeni za vraždu malého dítěte a levicového aktivisty během tzv. Schattendorfského incidentu z ledna téhož roku. Výrok poroty prohlásilo levicové hnutí za skandální a masa dělníků spontánně zaútočila na justiční palác a podpálila ho. Demonstranti aktivně bránili hasičům v hašení, a tak budova zcela vyhořela. Situace se policii vymknula z rukou, a tak se policejní prezident Schober rozhodl potlačit levicové povstání násilím. Po střetu zůstalo 89 mrtvých a přes 1 000 zraněných. Do vypuknutí krátké občanské války v roce 1934 byl střet před justičním palácem nejkrvavější událostí mladé republiky. Po událostech došlo k posílení pozic polovojenského pravicového Heimwehru a celkovému oslabení rakouské demokracie, které skončilo nástupem fašistů k moci.  

## Předcházející události

### Politická situace v Rakousku
Po celou dobu existence první Rakouské republiky (1919–1934) byla politická scéna dějištěm soupeření dvou nesmiřitelných táborů. Levicový tábor vedla sociálnědemokratická strana. Její voliči se rekrutovali především z řad dělníků a státních zaměstnanců, a to převážně z velkých měst. Hlavní baštou byla Vídeň, kde sociální demokraté ovládali radnici od rozpadu Rakouska-Uherska až do nástupu austrofašistů k moci. Na vládní úrovni byli ale až na krátké období mezi lety 1919–1920 stále v opozici. Vyhrocená politická a sociální situace vedla přední představitele levicového tábora k založení polovojenské organizace Republikanischer Schutzbund (česky: Republikánský obranný svaz), který měl být protiváhou k vládou ovládaným policejním složkám. V listopadu 1926 vyhlásila strana tzv. Linecký program, ve kterém byly poprvé formulovány požadavky na třídní boj a možnost revolučního uchopení moci.
Nový program sociálních demokratů vyvolal u konkurenčního konzervativního tábora velké znepokojení. Konzervativci byli reprezentováni Křesťansko-sociální stranou, která se opírala o voliče z venkovských oblastí a mohla počítat s podporou katolické církve, průmyslníků a bankéřů. Křesťanští sociálové byli u moci nepřetržitě od roku 1920, kdy vytvořili koaliční vládu s nacionalisty z GDVP. Kancléř Seipel si byl vědom vzrůstající síly dělnického hnutí a rozhodl o financování antimarxisticky orientované vojenské skupiny Heimwehr (česky Domobrana). Volby v roce 1927 se křesťanským sociálům ještě podařilo vyhrát, když dokázali mobilizovat do Jednotné kandidátky (německy: Einheitsliste) všechny pravicové strany. Vládnoucí strana ale byla v silné defenzivě a dělnické hnutí bylo po prohraných volbách stále radikálnější.  

### Schattendorfský incident
V městečku Schattendorf  na rakousko-maďarských hranicích se 30. ledna 1927 sešli bývalí frontoví vojáci organizovaní do nacionalistického Frontkämpfervereinigung Deutsch-Österreichs (česky Svaz frontových vojáků Německého Rakouska). Město mělo silnou levicovou voličskou základu, a když se o setkání dozvěděli místní sociální demokraté, uspořádali schůzi Schutzbundu v půl kilometru vzdáleném hostinci. K prvnímu střetu došlo už na nádraží, odkud byli frontoví vojáci vyhnáni. Následně levicoví ozbrojenci zaútočili na hostinec, kde veteráni zasedali. Bratři Tscharmannovi a Johann Pinter popadli zbraně a na blížící se schutzbundery vystřelili. Na místě zůstali dva mrtví, válečný invalida Matthias Csmarits a osmiletý chlapec Josef Grössing, a dalších pět osob bylo zraněno. Celé události se dostalo velké publicity a v den pohřbu obou obětí stávkovali dělníci ve všech velkých podnicích ve Vídni.

## Vypálení justičního paláce

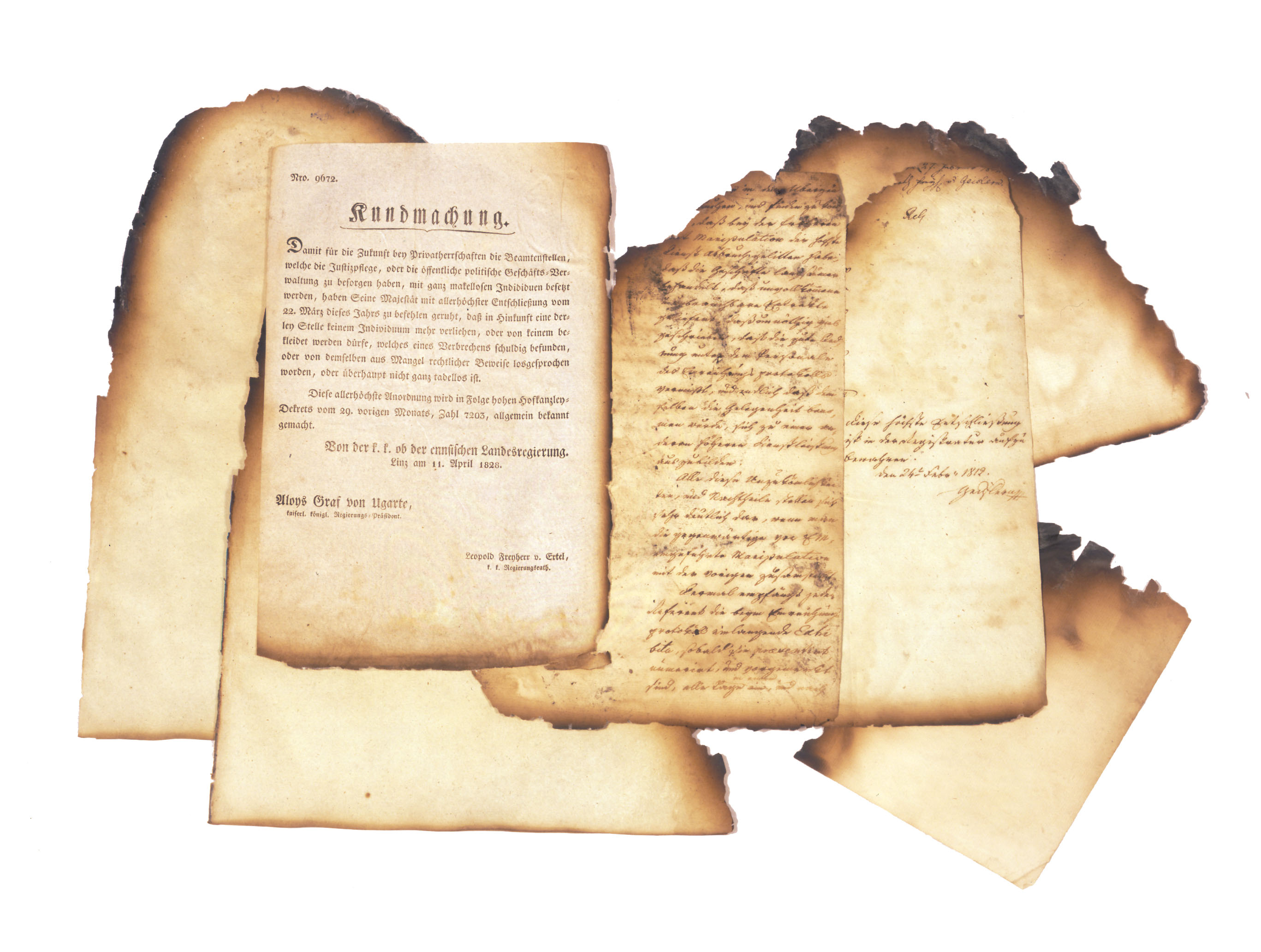
Opálené spisy z Justičního paláce jsou vystavené ve Vojenském historickém muzeu ve Vídni

Dne 14. července 1927 se konal ve Vídni soud s třemi členy Svazu frontových vojáků, kteří byli obviněni ze smrti dvou osob v Schattendorfu. Obžalované zastupoval známý nacionalistický právník a politik Walter Riehl. K velkému překvapení se mu podařilo uspět s obhajobou postavenou na sebeobraně a soud všechny obžalované osvobodil. Zpráva rychle obletěla Vídeň a sociální demokraté ji okamžitě označili za skandální. Rozzuření dělníci nejprve ráno 15. července 1927 vyplynuli elektřinu, takže paralyzovali tramvajovou dopravu ve městě, a následně se živelně začali srocovat ve vládní čtvrti. Nejprve vyplenili policejní stanici v blízkosti radnice a redakci novin Wiener Neuesten Nachrichten, která přinesla zprávu o výsledku soudu. 
Dav narazil na kordon policistů před parlamentem, a tak se přesunul na volné prostranství před justičním palácem. Ten se okamžitě stal symbolem nespravedlnosti a demonstranti kolem poledne vnikli o budovy. Začalo neřízené ničení nábytku a rozbíjení oken, až neznámý pachatel budovu zapálil. Na místo přijeli hasiči, ale nebylo jim umožněno dostat požár pod kontrolu. Nejprve dav demonstrantů bránil v přístupu k budově, následně jim byly opakovaně přeřezávány hadice a vypouštěny hydranty, takže nebyl dostatek vody na hašení. Palác nakonec vyhořel do základů. 
Policejní prezident Johann Schober si byl dobře vědom, že policie není dostatečně vybavená k potlačení šířícího se povstání. Neúspěšně se pokoušel přesvědčit starostu Seitze o povolání armády a se stejnou se vrátil i od ministra obrany Vaugoina. Nakonec sehnal pušky z armádních zásob a rozdal je svým policistům. Ani sociálnědemokratickému starostovi Seitzovi ani veliteli Schutzbundu Körnerovi se nepodařilo demonstranty uklidnit. Schober nakonec dal rozkaz ke střelbě a po třech hodinách se podařilo demonstraci rozehnat. Stálo to ale 89 životů (z toho 5 policistů). Dalších 120 policistů bylo vážně zraněno a 480 si odneslo zranění lehké, mezi demonstranty bylo 548 zraněných. Sociální demokraté vyhlásili na další den (16. červenec 1927) železniční stávku. V tomto okamžiku se ukázal Heimwehr jako velice efektivní zbraň proti sílícímu dělnickému hnutí. Jeho členové okamžitě obsadili železniční stanice především v Tyrolsku a Štýrsku a stávku rázně ukončili. 

## Následné události

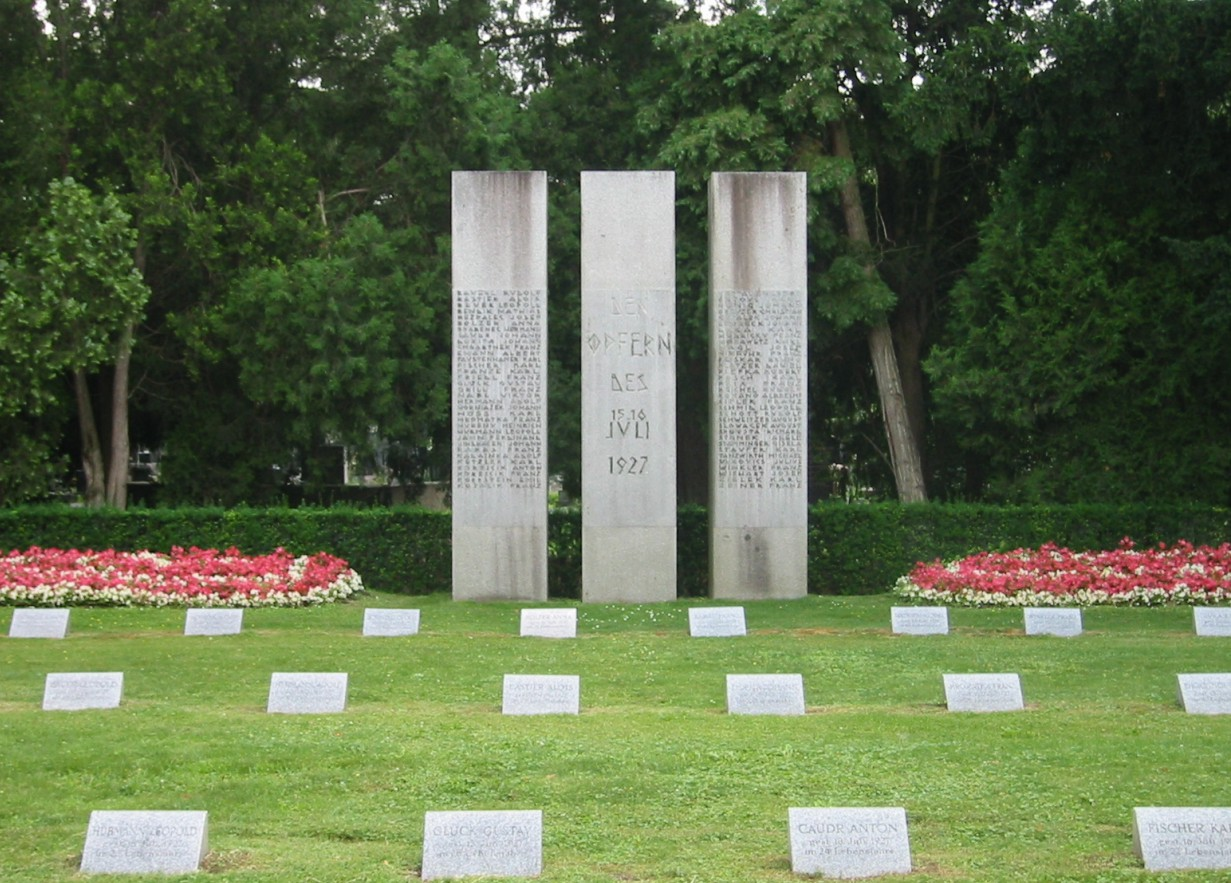
Památník obětem Červencové revolty na Ústředním hřbitově ve Vídni

Události z července 1927 předznamenaly pád demokratické první republiky a nástup fašistů k moci. Výrazně posílila organizace Heimwehr, která od události měla vliv na vládnoucí křesťanské sociály, potažmo na celé politické dění v zemi. Heimwehr začal sebevědomě vystupovat proti sociálním demokratům a často docházelo k potyčkám, které se většinou neobešly bez ztrát na životech. 
Naopak jasným poraženým byla sociálnědemokratická strana. Ukázala se trhlina mezi dělnickým hnutím a samotnou stranou i bezmoc jejich poslanců. Po potlačení nepokojů zůstali na svých pozicích jak kancléř Seipel, tak policejní prezident Schober i ministra vnitra Hartleb. Celý koloběh násilností nakonec vyústil v krátkou občanskou válku v únoru 1934 a v nástup austrofašistů k moci. 
Vyhořelý justiční palác byl obnoven v letech 1928–1931 a slouží svému účelu nadále.

## Připomínky události
Revoltu z roku 1927 připomíná na vídeňském Ústředním hřbitově památník s nápisem Mahnmal für die Opfer des 15./16. Juli 1927 (česky: Památník obětem 15./16. července 1927). V roce 2007 byla při příležitosti 80. výročí události odhalena ve vstupní hale justičního paláce pamětní deska, na kterou připravil text tehdejší rakouský prezident Heinz Fischer. 